# Балаклейка
Балаклейка (укр. Балаклійка) — река, левый приток Северского Донца, протекает по территории города Балаклея Харьковской области Украины. Впадает в Северский Донец на 722 км от его устья. Образуется путём слиянием рек Крайняя Балаклейка и Средняя Балаклейка в 10 км от устья. Длина реки составляет 10 км. Площадь водосборного бассейна) — 1140 км². В 1 км от устья впадает река Волошская Балаклейка.
По характеру рельефа бассейн реки представляет собой повышенную равнину с хорошо развитыми эрозионными формами рельефа.
Долины рек в верховьях балочного типа, в среднем течении трапециевидные, в нижнем течении приобретает асимметрию: правый склон крутой и короткий, левый — более пологий, на отдельных участках террасированный. Поймы рек двусторонние, большей частью сухие и ровные. На отдельных участках встречаются протоки и старицы. Ширина поймы составляет 300—500 м, иногда 700—800 м. Пойменные земли используются преимущественно под естественные кормовые угодья, реже — под пахотные земли. Русла умеренно извилистые, шириной 10-15 м. Дно илистое, берега низкие и заросшие влаголюбивой растительностью. Реки направлены в юго-восточном направлении.
Водный режим приток реки Балаклейка слабо зарегулирован. В верховьях рек и их балках построены ставки, предназначенные для орошения и рыборазведения.